# کیم هان سو
کیم هان سو (انگلیسی: Kim Han-soo؛ زادهٔ ۳۰ اکتبر ۱۹۷۱) بازیکن بیس‌بال اهل کره جنوبی است.
وی در مسابقات کشوری و بین‌المللی در مجموع برندهٔ ۱ مدال برنز شده‌است.